# Den hvide fabrik
Den hvide fabrik (polsk Biała Fabryka) er navnet på Ludwik Geyers bygning ved Piotrkowska-gaden 282 i Łódź.
Fabrikken er et kompleks af klassicistiske bygninger og en af de ældste seværdigheder indenfor industriell arkitektur i Polen. Den blev bygget i årene 1835-1837 af Ludwik Geyer. Komplekset husede blandt andet Łódź’ første mekaniske spinderi og væveri, og var i sin tid en af de mest moderne fabrikker i Europa. Den var en selvtilstrækkelig virksomhed som kunne drive alle trin i bomuldsproduktionen. Den havde ved siden af spinderiet og væveriet også et trykkeri og farveri. 
Geyer købte fabrikmaskinerne hos datidens største producent, brødrene Cockerill i Belgien. Blandt disse var Polen og Ruslands første dampmaskine, som blev taget i brug i 1839. 
Fabrikken har tre etager, og formen er inspireret af engelske fabriksbygninger fra epoken. Den er kalket og malet hvid, i modsætning til de fleste andre fabrikker i Łódź, som er efterladt i røde mursten. I dag huser bygningen Det centrale tekstilmuseum.